# Félix Ramos y Duarte

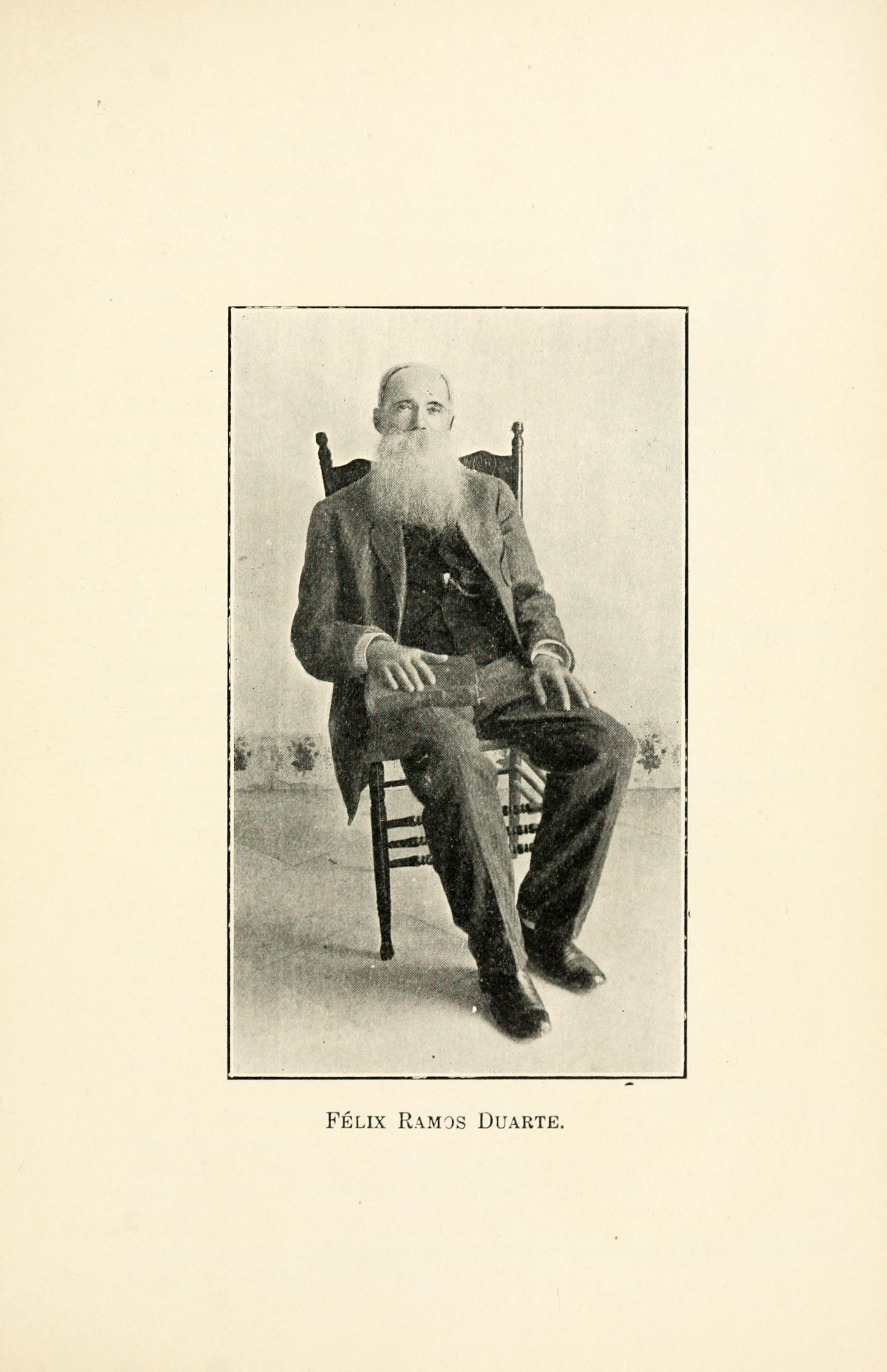
Félix Ramos y Duarte educador, lexicógrafo, filólogo y escritor cubano

Félix Ramos y Duarte (San José de Ramos, 1848 - La Habana, 1924) fue un educador y escritor cubano, que se exilió en México en 1868. Vivió en Yucatán (México) y más tarde se mudó al puerto de Veracruz y finalmente a la Ciudad de México. Compiló el primer diccionario de términos que eran específicamente del «español mexicano». Ramos regresó a Cuba después de que esta se independizó del Imperio español. Dio clases durante algún tiempo y luego se desempeñó como presidente de la Junta Examinadora de Maestros. Publicó numerosos libros y artículos educativos.

## Biografía
Félix Ramos y Duarte nació en 1848 ―se desconoce la fecha exacta― en la aldea San José de los Ramos, muy cerca de la villa de Colón (provincia de Matanzas).
Cursó la escuela primaria en su pueblo natal y siguió estudiando profesorado en el colegio El Progreso, una escuela normal para maestros situada en la ciudad de Cárdenas (provincia de Matanzas), donde se graduó. A principios de 1868, con 19 años, regresó a San José y comenzó a trabajar como docente. Poco tiempo después fundó una escuela primaria en el barrio La Ciega. Eran conocidos sus ideales independentistas, que hacía conocer a cualquiera que se le acercase. El 1 de marzo de 1869 renunció a la escuela debido a que el Gobierno español (que mantenía la isla de Cuba invadida, como colonia) le acusó de conspiración. Fue objeto de persecución, por lo que meses después ―el 12 de agosto de 1869― emigró hacia Yucatán (México).

### Exilio en México
El joven de 21 años fue uno de los primeros cubanos que arribaría a esas costas a principios de la Guerra de los Diez Años. Ramos comenzó a trabajar como maestro en una escuela primaria en Yucatán 
Obtuvo empleo Ramos como profesor de religión en el Colegio de San Ildefonso, pero al año siguiente (1870) comenzó a enseñar dibujo lineal en el Instituto Literario del Estado. En 1879, obtuvo su diploma como maestro de educación primaria y profesor de educación superior en la Escuela Normal adscrita al Instituto. Además de dar clases, Ramos publicó artículos en revistas educativas como La Escuela Primaria,
El Pensamiento, El Eco del Comercio, La Revista de Mérida, y participó en la escritura de los libros de texto para los alumnos. En 1875, su libro de texto de matemáticas recibió el reconocimiento oficial como un texto para las escuelas y fue reimpreso en cuatro ediciones. En 1879, su libro de texto sobre dibujo de línea también fue seleccionado como un texto oficial para las escuelas de Yucatán.
En 1881, Ramos se mudó a Veracruz y enseñó diseño industrial en la escuela nocturna para adultos. En 1885 trabajó en la Escuela Modelo de Orizaba con maestros alemanes y suizos. El 20 de julio de 1886 obtuvo el título de profesor de Educación Teórica y Práctica en el marco del sistema educativo objetivo. Ramos enseñó y publicó artículos en Veracruz hasta que se enfermó y en 1888 se vio obligado a dejar su trabajo y desplazarse a la Ciudad de México.
Recuperado de su enfermedad, al año siguiente (1889), Ramos ingresó como profesor de literatura, historia nacional y la gramática castellana en el Seminario Teológico Presbiteriano y al mismo tiempo trabajó como profesor en la Escuela Presbiteriana estadounidense y las Hijas Metodista Escuela Normal de Juárez, donde enseñó durante tres años y medio. ingresó en la Escuela Metodista hasta 1894 y con la escuela presbiteriana americana hasta 1896.
En 1895, Ramos publicó varios libros educativos, incluyendo el primer diccionario del español de México (Diccionario de mejicanismos. Colección de locuciones i frases viciosas con sus correspondientes críticas i correcciones fundadas en autoridades de la lengua; máximas, refranes, provincialismos i retoques populares de todos los estados de la República Mejicana), que examinó los modismos, frases, máximas y usos dialécticos que eran diferentes de castellano estándar en un intento de mejorar el uso de la lengua española en México.
En 1897 publicó un tratado sobre la enseñanza del idioma español, que fue aceptada como un libro de texto en las escuelas. En 1899 publicó una colección de curiosidades mexicanas, de naturaleza enciclopédica.

### Regreso a Cuba
El 20 de septiembre de 1899, a los 51 años, Ramos volvió a Cuba ―ya liberada del yugo español, pero invadida por Estados Unidos (1899-1902)― y comenzó a trabajar en una escuela secundaria en el pueblo de Güines. En marzo de 1900, consiguió trabajo como director de la escuela de San Lázaro y San Leopoldo en La Habana. En junio de 1900, durante las vacaciones de verano, él y un grupo de profesores seleccionados viajaron a Estados Unidos para pasar un curso de especialización en idioma inglés en la Universidad de Harvard, ya que la política lingüística y educacional impuesta por el Gobierno de Estados Unidos obligaba a la enseñanza del inglés como segunda lengua en la docencia.
Al regresar a Cuba después del curso, Ramos descubrió que había sido cesanteado. El filólogo, lingüista e historiador Juan Miguel Dihigo Mestre (1866-1952) ―quien más tarde sería decano de la Facultad de Letras y Ciencias de la Universidad de La Habana y finalmente rector de esta― se convirtió en su amigo y defensor. Conocedor de la importante obra lexicográfica y pedagógica realizada por Ramos y Duarte en México, Miguel Dihigo intervino en su favor y consiguió que en 1901 el Gobierno lo contratara como director de diversas escuelas de la capital entre 1900 y 1901, y en 1901, presidente del tribunal de exámenes de maestros de La Habana, hasta 1903.
Aunque vivía en Cuba, Ramos continuó publicando en editoriales de México. Muchas de sus obras permanecen inéditas o se han perdido irremediablemente.
En 1919, después de varios años de trabajo, Ramos terminó su obra maestra, un diccionario de yucayo con 6000 unidades léxicas, acuarelas pintadas a mano, y una amplísima información histórica, arqueológica y geográfica de los orígenes del lenguaje en Cuba. Sin embargo el libro nunca fue impreso y puede haberse perdido.
Ramos murió en La Habana en 1924 a los 75 o 76 años.